# Doleschallia bisaltide
Doleschallia bisaltide är en fjärilsart som beskrevs av Pieter Cramer 1779. Doleschallia bisaltide ingår i släktet Doleschallia och familjen praktfjärilar. Inga underarter finns listade i Catalogue of Life.

## Bildgalleri

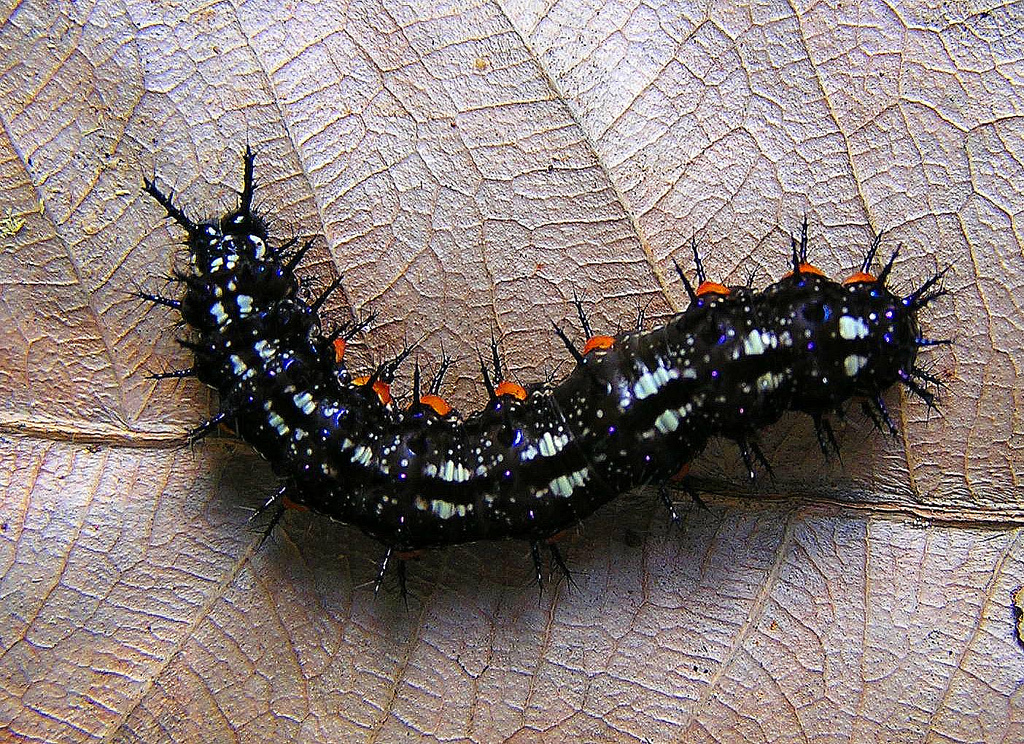
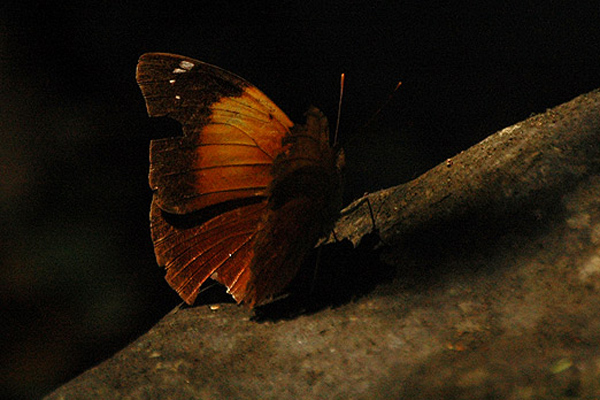
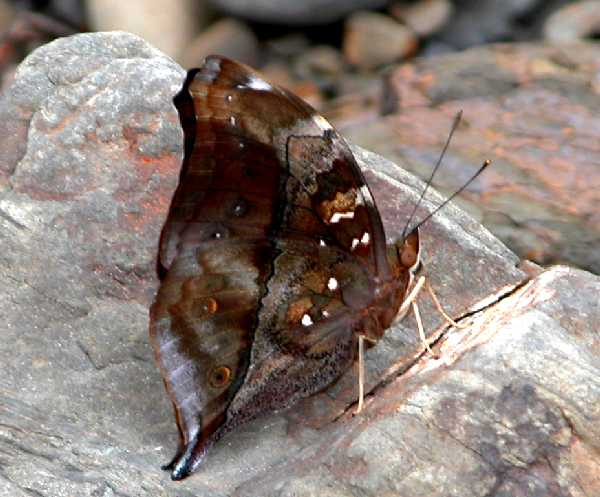
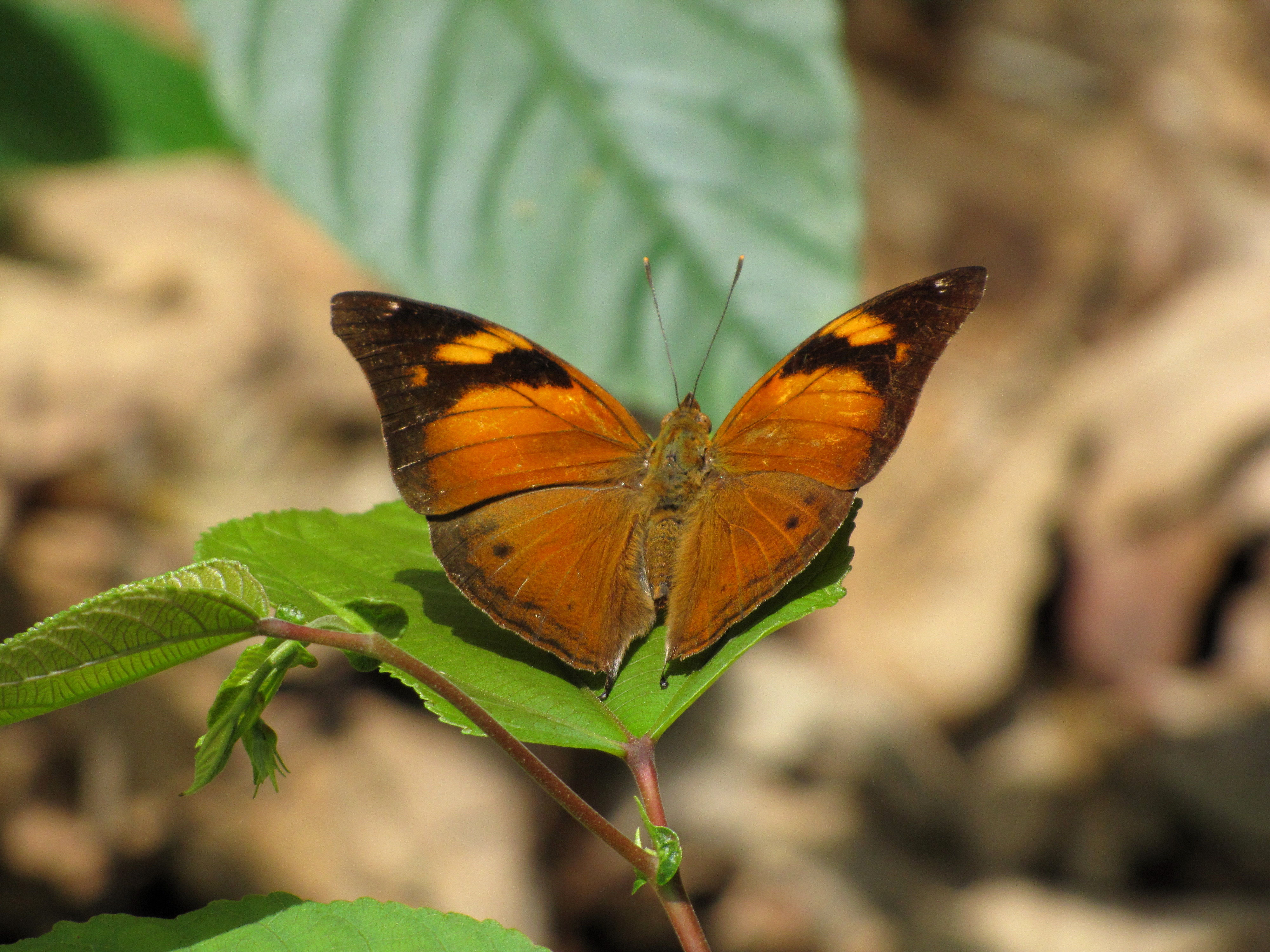
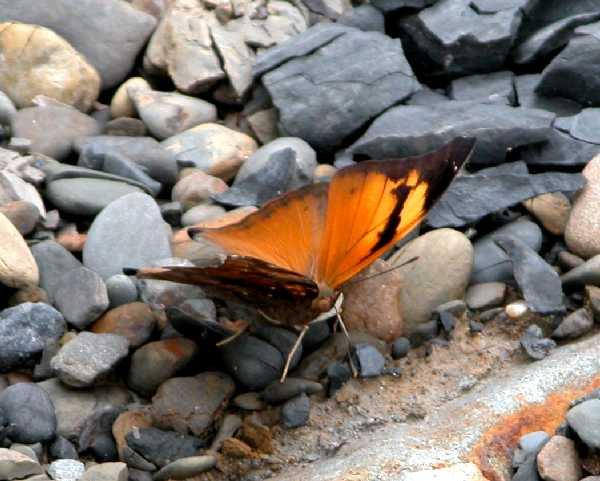